# Профилакторий ЗИЛ
Профилакторий ЗИЛ — деревня в Рославльском районе Смоленской области России. Входит в состав Рославльского сельского поселения. По состоянию на 2007 год постоянного населения не имеет. 
Расположена в южной части области в 18 км к северо-западу от Рославля, в 0,5 км восточнее автодороги А141 Орёл — Витебск, на берегу реки Петровка. В 3 км южнее деревни расположена железнодорожная станция Крапивенская на линии Смоленск — Рославль.

## История
В годы Великой Отечественной войны деревня была оккупирована гитлеровскими войсками в августе 1941 года, освобождена в сентябре 1943 года.